# Julius Theodor Christian Ratzeburg
Julius Theodor Christian Ratzeburg est un zoologiste, un entomologiste et un forestier prussien, né le 16 février 1801 à Berlin et mort le 24 octobre 1871 dans cette même ville.

## Biographie
Il est le fils d’un professeur de l’école vétérinaire. Il étudie la médecine et les sciences naturelles à Berlin et s’intéresse principalement à la botanique. Il devient conférencier privé à l’université en 1828. Ratzeburg est en contact avec les frères Alexander (1769-1859) et Wilhelm von Humboldt (1767-1835). Il devient professeur d’histoire naturelle en 1831 à l’école forestière de Eberswalde, située à 50 km au nord-est de Berlin, l’invitation de Wilhelm Pfeil (de) (1783-1859). Ratzeburg y fonde le jardin de botanique forestière et y travaille jusqu’à sa retraite en 1869. Il retourne alors à Berlin où il meurt à 70 ans.
Ratzeburg est l’auteur d’importants travaux d’entomologie forestière et est considéré comme le créateur de cette discipline. Il s’intéresse notamment aux espèces parasites. Il ne se contente pas de nommer les espèces qu’il décrit, il s’intéresse systématiquement à leur biologie et à la relation que ces espèces entretiennent avec leurs hôtes. De même pour les espèces nuisibles qu’il étudie, Ratzeburg s’attache à décrire tous les stades des insectes, leur cycle vital et, autant que possible, les ennemis qu’il possède.
Dans son ouvrage monumental, Die Ichneumonen der Forstinsecten, qui paraît en trois volumes de 1844 à 1852, Ratzeburg décrit 600 espèces des parasites, leur cycle vital et ainsi que leurs relations avec leurs hôtes.
De 1817 à 1824, il publie, avec Johann Friedrich von Brandt (1802-1879) Medizinische Zoologie (ou Zoologie médicale), qui demeure un ouvrage de référence durant de nombreuses années.
Une grande partie de ses collections sont détruites durant la Seconde Guerre mondiale. Voulant les protéger de l’avancée des troupes russes, on tente alors de les transporter plus à l’ouest, mais le train qui les transporte est alors bombardé.

## Liste partielle des publications

### Travaux entomologiques
- Die Forstinsekten, Berlin 1837–1844, trois volumes et un supplément ; réédition à Vienne en 1885.
- Die Waldverderber und ihre Feinde, Berlin, 1841, huitième réédition de Johann Friedrich Judeich (de) (1828-1894) et de Hinrich Nitsche (de) (1845-1902) sous le titre de Lehrbuch der mitteleuropäischen Insektenkunde, Vienne, 1885, avec une biographie.
- Die Ichneumonen der Forstinsecten in forstlicher und entomologischer Beziehung, Berlin 1844–1852, trois volumes.
- Die Nachkrankheiten und die Reproduktion der Kiefer nach dem Fraß der Forleule, Berlin, 1862.
- Die Waldverderbnis oder dauernder Schaden, welcher durch Insektenfraß, Schälen etc. an lebenden Waldbäumen entsteht, Berlin, 1866–1868, deux volumes.

### Autres publications
- Medizinische Zoologie, avec Brandt, Berlin, 1827–1834, deux volumes.
- Abbildung und Beschreibung der in Deutschland wild wachsenden Giftgewächse, avec Brandt et Philipp Phoebus (de) (1804-1880), Berlin 1834; réédition en 1838.
- Forstnaturwissenschaftliche Reisen, Berlin 1842.
- Die Standortsgewächse und Unkräuter Deutschlands, Berlin 1859.
- Forstwissenschaftliches Schriftstellerlexikon, Berlin 1872–1873.